# Anastomose
Eine Anastomose ist ein Verbindungsgang zwischen zwei anatomischen Strukturen. Dabei bilden ausschließlich Blutgefäße mit Blutgefäßen, ebenso Lymphgefäße und Nerven untereinander Anastomosen. Anastomosen zwischen Arterien sorgen bei Ausfall eines Gefäßes für einen Umgehungskreislauf, so dass es nicht zur Nekrose von Gewebe kommt. Arteriovenöse Anastomosen sind für die Regulation der Durchblutung von Bedeutung, können aber als Arteriovenöse Malformation (erheblichen) Krankheitswert besitzen.
In der Chirurgie werden operativ hergestellte Verbindungen zwischen Blutgefäßen, Nerven und Hohlorganen ebenfalls als Anastomose bezeichnet.

## Etymologie
Das Wort Anastomose kommt von altgriechisch ἀναστομόειν anastomóein (auch: ἀναστομοῦν anastomûn) ‚eine Mündung herstellen‘, ‚etwas eröffnen‘ (ἀνά aná, deutsch ‚auf‘, ‚hinüber‘; στόμα stóma, deutsch ‚Mund‘, ‚Mündung‘).

## Anatomische Anastomosen
Anastomosen gibt es als Verbindungen zwischen Blutgefäßen (erwähnt seien die Corona mortis als eine abnorm starke Ausbildung der Anastomose zwischen der Arteria epigastrica inferior und der Arteria obturatoria und die Riolan-Anastomose zwischen den Eingeweidearterien), aber auch die arteriovenöse Anastomosen als Verbindungen zwischen Arterien und Venen sowie Anastomosen zwischen Lymphgefäßen. Anastomosen von Nerven haben ihre Bedeutung bei der örtlichen Betäubung im Frontzahnbereich des Unterkiefers, weil dort Nerven der anderen Kieferseite übergreifen.

## Krankhafte Umgehungskreisläufe
Untypische Anastomosen in den Plazentagefäßen sind Ursache des Fetofetalen Transfusionssyndromes, das bei eineiigen Zwillingen auftreten kann. Bei mehreiigen Zwillingen werden diese durch den Blutaustausch zu Chimären. Durch den Austausch von Hormonen zwischen männlichen und weiblichen Feten kann die Ausbildung der weiblichen Geschlechtsorgane behindert werden.
Bei Stauung der Pfortader werden die portokavalen Anastomosen verstärkt durchblutet. Dies kann zu gefürchteten Ösophagusvarizen (Krampfadern in der Speiseröhre) oder selten auch dem Caput medusae (Bauchnabelkrampfadern) führen.

## Chirurgische Anastomosen
- Eine Gefäßanastomose[3] ist eine chirurgisch-operative Vereinigung der Enden eines Blutgefäßes zum Beispiel nach Durchtrennung oder nach Resektion einer Stenose, so die End-zu-End-Anastomose bei der Aortenisthmusstenose oder eine seitliche Anastomose nach seitlichem Einsetzen eines Blutgefäßes in ein anderes Blutgefäß. Auch die chirurgische Verbindung zwischen einem natürlichen Blutgefäß und einer Gefäßprothese wird als Anastomose bezeichnet.
  - Eine Blalock-Taussig-Anastomose ist eine Palliativoperation bei zyanotischen Kindern mit angeborenem Herzfehler.[4]
- Nach Resektion von Magen- und Darmabschnitten wird die Kontinuität durch seit dem Mittelalter (Abulcasis, Ortolf von Baierland, Roger Frugardi, Heinrich von Pfalzpaint) versuchte[5] sowie im 19. Jahrhundert (Antoine Lembert erstmals[6] 1826, Felix-Nicholas Denans 1826, Johann Heinrich Henroz, John B. Murphy 1889 und andere[7]) allgemein anwendbar gemachte und im 20. Jahrhundert (Humer Hültl, Aladár von Petz, H. Friedrich, Michael H. Vankemmel) zur Viszerosynthese weiterentwickelte[8] Darmanastomosen wiederhergestellt. Als Anastomose bzw. Enteroanastomose[9][10] wurde hierbei ursprünglich nur die gemäß Hermann Schloffer 1819 von Liotard vorgeschlagene und erstmals praktizierte und um 1850 von J. G. Maisonneuve im Tierversuch erprobte Seit-zu-Seit-Verbindung von Darmschlingen zur Umgehung eines Passagehindernisses und damit zur Wiederherstellung der Darmpassage bezeichnet. Im Jahr 1854 berichtete Maisonneuve über zwei so operierte Patienten, die jedoch beide an einer Bauchfellentzündung durch Nahtinsuffizienz starben.[11][12] Nachdem Anton Wölfer 1881 eine Gastroenterostomie zur Umgehung einer Stenose des Magenausgangs gelungen war, fand die Methode weitere Verbreitung.[13][14] Heute gibt es End-zu-End-, Seit-zu-Seit-, End-zu-Seit- und Seit-zu-End-Anastomosen, wobei eine orthograde Darmpassage zugrunde gelegt wird. Bei der Benennung werden stets auch die betreffenden Organteile herangezogen. Dementsprechend stellt eine End-zu-Seit-Ileotransversostomie oder -stomose eine Verbindung zwischen dem Ileum-Ende (nach Zäkum-Resektion) und der seitlichen Wand des Colon transversum dar. Ein noch komplizierteres viszeralchirurgisches Sprachbeispiel ist die oral partial inferiore terminolaterale Gastroduodenostomie (oder -stomose). Hier wird nach 2/3-Magenresektion der verbliebene Restmagen am Ende großkurvaturseitig mit der seitlichen Wand des Zwölffingerdarms verbunden, wobei ein kleinkurvaturseitiger Anteil des Restmagenausgangs blind vernäht wurde.
- Zur operativen Wiederherstellung eines durchtrennten Nerven werden die beiden Enden terminal im Sinne einer End-zu-End-Anastomose vernäht. In Fällen, bei denen das proximale Nervenende nicht verfügbar ist oder sich eine End-zu-End-Anastomose aus unterschiedlichen Gründen nicht anbietet, kann auf das Verfahren der End-zu-Seit-Anastomose zurückgegriffen werden. Bei dieser Technik wird der distale Stumpf eines durchtrennten Nerven seitlich an einen benachbarten intakten Nerven angenäht. Die End-zu-Seit-Anastomose wurde bereits am Ende des 19. Jahrhunderts von Ballance und Kennedy bei Patienten mit peripheren Fazialisparesen erfolgreich angewendet. Die Technik geriet für fast 100 Jahre in Vergessenheit, bis Fausto Viterbo Anfang der 1990er Jahre mit experimentellen Studien an Wistar-Ratten erneut die Aufmerksamkeit auf dieses Verfahren lenkte.

Wichtig bei jeder operativen Anastomosenanlage ist, dass sie dicht, spannungsfrei und mittels nahtnahem Gefäßeinschnitt und überprüfter ausreichender Durchblutung der Nahtregion gelingt, da sonst eine unkomplizierte Heilung infrage gestellt ist.